# Memecylon loheri
Memecylon loheri är en tvåhjärtbladig växtart som beskrevs av Elmer Drew Merrill. Memecylon loheri ingår i släktet Memecylon och familjen Melastomataceae. Inga underarter finns listade i Catalogue of Life.